# Karl Heß (Politiker)
Karl Heß (* 10. August 1911 in Lehenweiler; † 18. Juli 1997) war ein deutscher Landrat.

## Leben
Heß, Sohn eines Landwirts und evangelischer Konfession, studierte nach dem Abitur an der Oberrealschule Böblingen (1931) von 1931 bis 1935 Rechtswissenschaften in Tübingen und München. Er war Mitglied der musischen Studentenverbindung AMV Stochdorphia Tübingen im SV. Er legte 1935 die erste und 1938 die zweite juristische Staatsprüfung ab. 
Danach trat er in die württembergische Innenverwaltung ein. 1941 wurde er zum stellvertretenden Landrat des Landkreises Heilbronn ernannt. Von 1942 bis 1945 war er im Kriegsdienst und in Gefangenschaft. Nachdem er 1945 er auf Anordnung US-Militärregierung entlassen worden war, war er bereits 1946 wieder in der Verwaltung tätig. Ab 1947 war er beim Landkreis Böblingen tätig, zunächst als Erster Landesbeamter und dann von 1953 bis 1973 als Landrat. Von 1973 bis 1977 war er bei der Gemeinderechtsschutzversicherung tätig.

## Auszeichnungen
- Bundesverdienstkreuz